# Buffalo, Rochester and Pittsburgh Railway
Le Buffalo, Rochester and Pittsburgh Railway (BR&P) était un chemin de fer américain de classe I, dont le réseau était localisé dans l'ouest de la Pennsylvanie et de l'état de New York. Il était connu pour ses lourds chargement de charbon principalement à travers la Pennsylvanie. Il reliait Buffalo à Rochester, mais ne relia jamais Pittsburgh, Pennsylvanie; en effet il ne descendit jamais plus bas que Walston (Pennsylvania). En 1932, le BR&P fut racheté par le Baltimore and Ohio Railroad (B&O), qui conserva des intérêts dans cette compagnie durant des années. De nos jours, de grandes portions du BR&P sont toujours exploitées par le Buffalo and Pittsburgh Railroad, filiale de Genessee & Wyoming qui contrôle de nombreuses petites lignes. 

## Le Rochester and State Line Railroad: 1869-1881
Le Rochester and State Line Railroad fut créé en 1869 pour relier Rochester, New York avec des villes situées plus au sud. Il finit par atteindre Salamanca non loin de la frontière entre l'état de New York et celui de Pennsylvanie. L'extrémité sud du réseau se trouvait à Carrollton, New York, où il se connectait avec le Buffalo, Bradford and Pittsburgh Railroad. Ce dernier desservait la lucrative région de Ridgway, Pennsylvanie, riche en charbon. 
Le transport du charbon était limité par 2 goulots d'étranglement: 
- à Buffalo, il devait être embarqué sur des navires;
- à Rochester, il devait transiter sur le Canal Erié à l'activité saisonnière, ou sur les réseaux ferroviaires est-ouest, où l'Erie Railroad exerçait un quasi-monopole. 
Pour résoudre le problème des ruptures d'approvisionnement en combustible, de nombreux investisseurs créèrent diverses compagnies de chemin de fer.
L'avenir du Rochester and State Line Railroad semblait difficile dans ce contexte très concurrentiel. Il fut vendu au début des années 1881 dans l'espoir de construire une ligne qui relierait l'ouest de l'État de New York avec Pittsburgh… Mais Pittsburgh ne serait jamais atteinte.

## Le Rochester and Pittsburgh Railroad: 1881-1885
Dans l'espoir de pouvoir un jour relier Pittsburgh, le Rochester and State Line Railroad fut vendu le 20 janvier 1881 à un groupe d'investisseurs New-Yorkais conduit par Walston H Brown. Cette société, la Brown Howard and Company, avait de l'expérience dans la construction de chemin de fer; cette compagnie était le type même de ces structures d'investissements et de spéculations financières qui œuvraient dans les chemins de fer. La compagnie fut rebaptisée Rochester and Pittsburgh Railroad le 29 janvier 1881. Les investisseurs, dont Adrian Iselin, avaient d'ores et déjà programmé une extension vers le nouveau site d'extraction de charbon, situé dans l'ouest de la Pennsylvanie, et plus précisément dans la région de Beech Tree, entre Brockwayville et DuBois.
À l'époque, une pratique courante voulait que les nouvelles lignes et autres embranchements fusent construits par des filiales, appelées "construction companies". Ainsi le Buffalo, Rochester and Pittsburgh Railroad, le Great Valley and Bradford Railroad, le Bradford and State Line Railroad, et le Pittsburgh and New York Railroad construisirent leurs portions de lignes respectives. Les 3 dernières filiales furent intégrées au Rochester & Pittsburgh en novembre 1881.
La compagnie fit l'acquisition du Pitkin Building à Rochester pour y installer son quartier général. La direction loua les services de George E Merchant, un manageur hautement qualifié, qui fut un excellent directeur pour le Chicago, Milwaukee, St. Paul and Pacific Railroad. Il commença par résoudre les actions en justice déposées à l'encontre du Rochester & State Line, ainsi que les querelles soulevées par les acquisitions foncières suspectes réalisées par les ancêtres de la compagnie. Il modernisa ensuite les locomotives en achetant plusieurs machines Brooks de type 4-4-0, ainsi que des Consolidations (type 2-8-0). La construction des lignes nécessita également d'énormes ressources.
En 1882, le Rochester & Pittsburgh, via sa filiale Buffalo, Rochester and Pittsburgh Railroad, prolongea sa ligne au sud de Salamanca pour atteindre les gisements de charbon de la Pennsylvanie. Mais le trajet le plus court nécessitait de franchir les gorges de la rivière Kinzua,. Ce fut le New York Lake Erie and Western Railroad qui construisit ce pont à chevalet entre mai et août 1882. Ce pont en fer fut le plus haut au monde, avec une hauteur de 92 m et une longueur de 625 m, mais il fut détrôné dès 1884 par le Viaduc de Garabit (122 m) de Gustave Eiffel. Comme la voie unique était partagée avec le Buffalo, Rochester & Pittsburgh, cela engendrait un goulot d'étranglement. 
En plus de son extension vers le sud, le Rochester & Pittsburgh se développait vers le nord. Comme compagnies de construction, il utilisa ses 3 filiales suivantes : le Rochester and Charlotte Railroad, le Buffalo, Rochester and Pittsburgh Railroad, et le Perry Railroad. Le dépôt de Lincoln Yard à Rochester du Rochester and State Line Railroad fut agrandi, et une ligne fut construite jusqu'à Charlotte pour y décharger son charbon sur un quai en bordure de la Genesee River, non loin du Lac Ontario.
La vigoureuse extension du Rochester and Pittsburgh Railroad, incluant des acquisitions foncières, l'emploi de milliers de travailleurs, l'achat de locomotives et de wagons de marchandises et de voyageurs, constitua un fardeau que ses revenus ne pouvaient supporter. Le Rochester and Pittsburgh Railroad (qui regroupait le Rochester and State Line Railroad et le Buffalo Bradford and Pittsburgh Railroad) fit banqueroute le 30 mai 1885, moins de 4 ans après sa création. La vente sous saisie fut imposée par l'Union Trust Company de New York, et eut lieu le 16 octobre 1885.

## Le Buffalo, Rochester and Pittsburgh Railroad: 1885-1887
Le Rochester & Pittsburgh fut scindé en deux pour donner naissance au Buffalo, Rochester and Pittsburgh Railroad, et au Pittsburgh and State Line Railroad. 
Le premier, exploitait le réseau situé dans l'état de New York, dont de nouvelles lignes reliaient désormais Buffalo via un embranchement à partir de Ashford, et Charlotte sur le Lac Ontario, au nord de Rochester. Le second exploitait le réseau situé dans le bassin houiller de la Pennsylvanie. 

## Le  Buffalo, Rochester and Pittsburgh Railway: 1887-1932

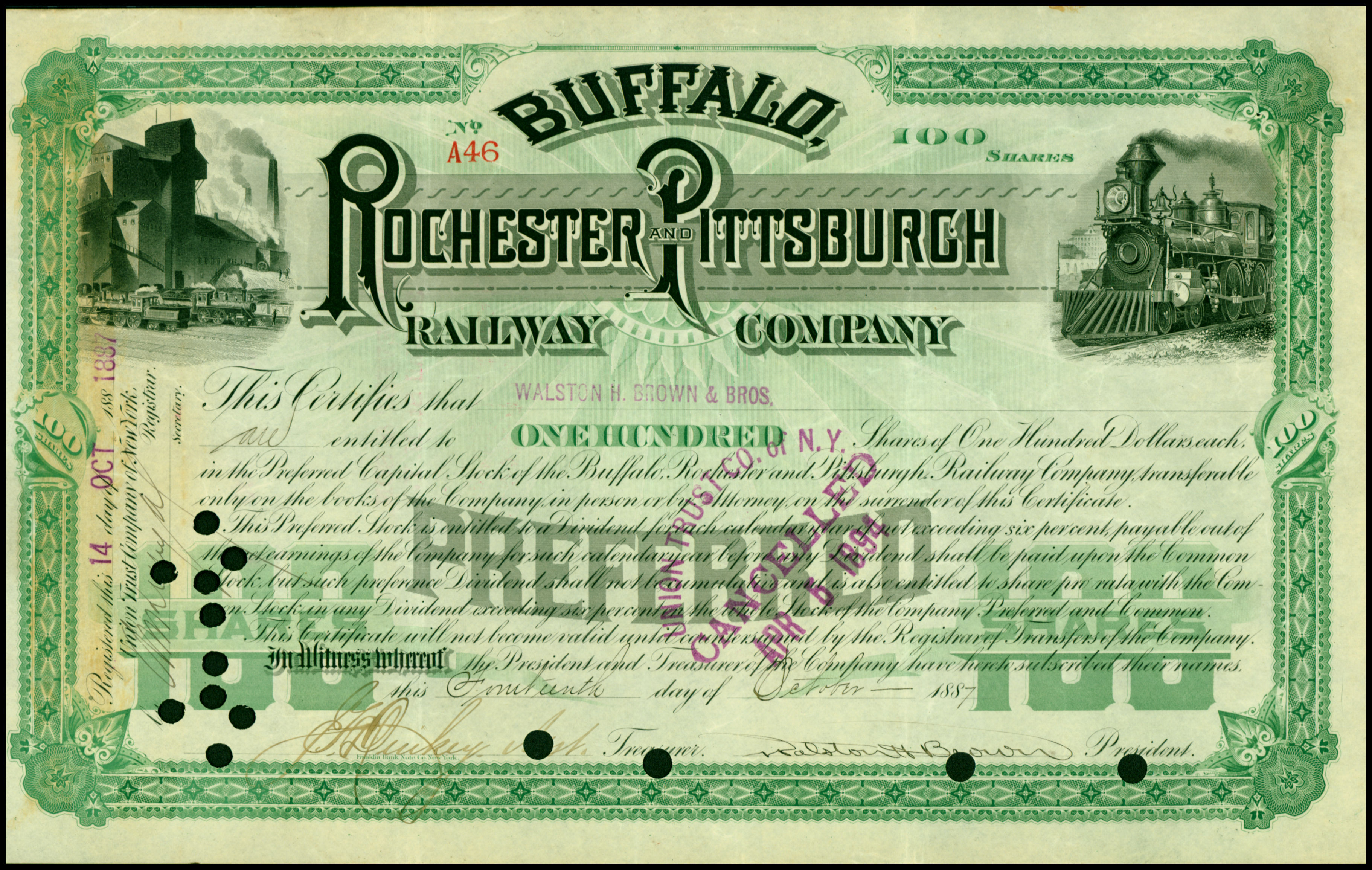
Action du Buffalo, Rochester and Pittsburgh Railway Company en date du 15 octobre 1887

Cette situation ne dura que quelques années, et en mars 1887, les 2 compagnies s'unifièrent sous le nom de Buffalo, Rochester and Pittsburgh Railway. Arthur Yates, le plus gros transporteur de charbon sur la ligne favorisa cette réorganisation. Le nouveau BR&P ne fut jamais extrêmement profitable car sa principale source de revenus était basée sur le charbon, et qu'il ne desservait aucun grand centre urbanisé mis à part Buffalo et Rochester. 

### Le Kinzua Bridge
En 1893 le New York, Lake Erie and Western Railroad fit banqueroute et fut racheté par l'Erie Railroad qui devint le nouveau propriétaire du Kinzua Bridge. Cette même année, le Buffalo Rochester and Pittsburgh Railway, ouvrit un détour de 64 km pour éviter les ralentissements dus au pont.  

### Les car ferries
À côté de ses exploitations de charbon en Pennsylvanie, le BR&P exploitait un service de car ferry entre Charlotte et Cobourg, Canada. Côté canadien, le relais était assuré par le Grand Trunk Railway; ce partenariat dura de 1907 à 1950. 
Après moins de 45 ans de service, le BR&P perdit définitivement son indépendance, lorsqu'il se fit racheter par le vaste réseau du Baltimore and Ohio Railroad (B&O) en 1932. 

## L'aire du Baltimore and Ohio Railroad: 1932-1987
Le Baltimore and Ohio Railroad, communément connu sous le sigle B&O, avait la particularité d'être le premier chemin de fer des États-Unis spécialisé dans le transport des voyageurs, et ce dès le premier jour de sa création, le 24 avril 1827. Le B&O ne fut pas le premier chemin de fer du pays; cette distinction revint au Mohawk and Hudson Railroad, qui fut créé un an plus tôt en 1826. En étant le premier transporteur de voyageurs du pays, le B&O participa à construire et à développer l'économie de la nation vers l'ouest, c'est-à-dire vers la rivière Ohio. 
Comparé à ses principaux concurrents du nord-est, plus gros et plus puissants, comme le Pennsylvania Railroad (PRR) et le New York Central Railroad (NYC), le B&O ne fut jamais en bonne santé; il restera dans les mémoires comme une compagnie en sursis, donnant la priorité à son service voyageur. Son nom survécut à ceux du PRR et du NYC. Après avoir célébré son 160e anniversaire, le B&O disparut le 30 avril 1987 à la suite de son intégration dans le C&O, lequel fusionna à son tour dans le CSX Transportation  le 31 août 1987. 

## Le service marchandises
Cette compagnie fut créée pour transporter le charbon de Pennsylvanie vers des villes et des ports situés dans le nord-ouest de l'État de New York. 
Le financier Adrian Iselin avait non seulement des intérêts dans le nouveau Rochester and Pittsburgh Railroad, mais aussi dans des mines de charbon et des cokeries. L'omniprésence d'Iselin était si importante dans la partie sud-est du BR&P, que son nom fut donné à de nombreux sites comme  Adrian, Adrian Furnace, Adrian Mines, et Iselin Heights. Comme l'intention d'Iselin était de transporter 2000 tonnes de charbon par jour, il demanda à la compagnie de créer la Rochester and Pittsburgh Coal and Iron Company. Walston H Brown qui était déjà président du R&P, fut également nommé à la tête de la compagnie minière. La ville minière, située dans la région de   Punxsutawney, reçut le nom de Walston, Pennsylvanie. La production initiale de charbon approchait les 600 tonnes par jour. La première livraison fut pour Arthur G Yates, négociant de charbon à Rochester.
En 1886, le R&P possédait 4182 wagons de marchandises dont 3028 tombereaux à charbon. Environ 500 d'entre eux appartenaient à la Rochester and Pittsburgh Coal and Iron Company. Au milieu des années 1880, le R&P avait en circulation au moins 40 trains de charbon quotidiens. Le coke présentait une telle plus-value, que la compagnie minière construisit un alignement de 475 fours à coke s'étirant sur une longueur de 2 km. Cette installation qui fut à l'époque la plus importante au monde, permettait de produire 22 000 tonnes de coke par mois. La majorité du coke était consommé sur place pour raffiner le minerai de fer que rapportaient les trains de charbon. En effet, ces derniers après avoir déchargé le charbon dans les ports du nord, étaient ensuite rechargés en minerai de fer pour être traités dans les fonderies du sud.  
La Rochester and Pittsburgh Coal and Iron Company et la Bell, Lewis, and Yates Coal Mining Company étaient les 2 principales compagnies en concurrence directe sur le R&P. Mais lorsque  Frederick Bell, George Lewis, et Arthur Yates entrèrent au conseil d'administration du R&P, ils devinrent de très bons amis, et les 2 compagnies minières trouvèrent des accords. Yates remplaça Iselin à la présidence du R&P. Il prolongea le réseau vers le nord, en reliant Lincoln Park (Rochester) à Charlotte où se trouvaient des docks de charbon situés à l'embouchure de la Genesee River en 1896. Avec une capacité initiale de 4000 tonnes par jour, le tonnage progressa en 1909 et 1913. Pour approvisionner le Canada en charbon, le Buffalo Rochester and Pittsburgh Railway développa un service de car ferries en partenariat avec le Grand Trunk Railway. Ce service fut très fructueux, transportant des wagons de charbon et des passagers vers Cobourg où d'autres destinations sur le lac. En 1913, plus d'un million de tonnes de charbon transitaient annuellement par le terminal de Charlotte.

Avec le développement économique du pays, de plus en plus de mines furent ouvertes le long des lignes du BR&P. Le nouvel embranchement d'Indiana Branch, desservant la région au sud de Punxsutawney, accueillit rapidement le plus gros trafic minier. Au cours des années 1920, les convois de charbon qui avoisinaient les 3750 tonnes, nécessitaient des machines à vapeur bien plus puissantes que les archaïques Consolidations (2-8-0). En tête de ses lourds trains, la compagnie plaçait une voire deux locomotives articulées Mallets. Mais dès le premier quart du XXe siècle, le charbon des mines syndiquées de Pennsylvanie se trouva en concurrence avec celui des mines non syndiquées du Kentucky et de Virginie-Occidentale qui était plus compétitif. Pour améliorer leurs performances fiscales, les mines cédèrent au BR&P leurs petites lignes et le terminal de Genesee Coal Dock. Le BR&P se retrouva avec la corde autour du cou, et finit par être racheté par le B&O en 1932. La compagnie minière réduisit considérablement sa taille et survécut jusqu'en 1981.

## Le service voyageur
Le premier train de voyageur fut mis en service par le Rochester and State Line Railroad le 15 septembre 1874 entre Rochester et Le Roy.
En 1898, le BR&P fit l'acquisition de locomotive Brooks 4-6-0 affectées spécifiquement aux trains de voyageurs. En 1901, elles furent supplantées par des Atlantics 4-4-2 plus efficaces. Mais avec l'allongement des trains et le remplacement des voitures en bois par de nouvelles en acier, les Atlantics furent remplacées à leur tour par des Pacifics 4-6-2 plus lourdes. De 1912 à 1923, le BR&P fit l'acquisition de 22 Pacifics. Ces dernières restèrent en service jusqu'à ce que le B&O mit un terme à son service voyageur en 1955. Ainsi le dernier train de voyageur circula le 15 octobre 1955 entre Buffalo et Pittsburgh.

## Les ateliers de maintenance
- Rochester:

Lorsque le Rochester and Pittsburgh Railroad reprit le Rochester and State Line Railroad, il décida d'acheter du terrain sur Lincoln Park (Rochester) pour y construire des ateliers de réparation en 1881. Une rotonde pour 14 locomotives fut érigée en 1882. 
- Salamanca:

Cette ville située à l'époque à l'extrémité sud du réseau, accueillit un petit atelier pour 2 machines, ainsi que le mécanisme Ramsey Transfer permettant l'interconnexion avec l'écartement large de l'Erie.  
- Bradford:

Cette petite ville offrit 32 000 m2 au R&P pour qu'il construisit une remise, une plaque tournante, un atelier pour locomotive, un pour les wagons, ainsi que des installations pour le charbon et l'eau. 
- Buffalo Creek:

Dans les années 1880, la ligne atteignit Buffalo. Un atelier plus modeste y fut construit. Mais avec l'arrivée des Mallets, la plaque tournante fut agrandie, et une remise spéciale, appelée "Malley House," finit par être construite. 
- Elk Run et DuBois:

Le BR&P qui se développa considérablement dans la région de Punxsutawaney avec 9 embranchements, décida de construire un atelier à Elk Run. Mais la compagnie avait besoin d'un grand centre pour les grosses réparation dans cette région. DuBois fut choisi en 1886, et pouvait accueillir 6 locomotives. Au début des années 1900, il pouvait reconstruire des locomotives accidentées.  
- East Salamanca:

En 1906 la compagnie considéra que la situation centrale d'East Salamanca sur le réseau du BR&P était idéale pour construire une nouvelle remise, des ateliers et un triage. En 1918, l'arrivée des énormes Class XX Mallets 2-8-8-2 nécessita la construction d'installations spécifiques, incluant des vérins électriques capables de soulever les Mallets.
- Autres:

Des ateliers supplémentaires furent installés à Perry, et Gainesville dans les années 1880, puis à Ashford Junction et Clarion Junction.

## Les locomotives

### Le Rochester & Pittsburgh
Le Rochester & Pittsburgh hérita des 11 locomotives American (4-4-0) du Rochester & State Line construites par Brooks. À la fin de 1881, les American de chez Brooks étaient au nombre de 16. Cette même année avec l'expansion du R&P vers les régions montagneuses de la Pennsylvanie, 5 Consolidation (2-8-0) furent acquises, suivies de 15 autres en 1882, et 15 de plus en 1883. Le R&P acheta aussi des machines de manœuvre de type 0-6-0. En 1884, la compagnie avait 60 machines.

### Le Buffalo Rochester & Pittsburgh
À cause de son rachat précoce par le B&O, le Buffalo Rochester & Pittsburgh n'eut jamais de locomotives diesels dans son parc. Il posséda par contre de nombreuses locomotives à vapeur allant des Pacifiques 4-6-2 et Mikados 2-8-2, aux lourdes machines articulées de types 2-6-6-2 et 2-8-8-2.
De nos jours, il ne reste qu'une seule locomotive de type 0-6-0, exposée à Bellevue, Ohio.

### Les différentes classes
- Class F

Dans cette classe le BR&P avait des machines de manœuvres de type 0-6-0 et 0-8-0.
- Class LL

Cette classe comprenait les lourdes machines articulées Mallet de type 2-6-6-2.
- Class P

Cette classe incluait une partie de ses Consolidations (type 2-8-0).
- Class S

Cette classe incluait une autre partie de ses Consolidations (2-8-0), ainsi que des Twelve-wheelers (de type 4-8-0).
- Class V

Cette classe comprenait certaines Consolidations (type 2-8-0).
- Class W

Cette classe regroupait ses Atlantics (type 4-4-2).
- Class WW

Cette classe comprenait les Pacifics (type 4-6-2).
- Class X

Cette classe comprenait une partie de ses Consolidations (type 2-8-0).
- Class XX

Cette classe n'était composée que par les lourdes machines articulées Mallet de type 2-8-8-2. 
- Class Y

Cette classe était constituée par les Decapod (2-10-0).
- Class Z

Cette dernière classe accueillait les Mikado (2-8-2).